# فين راسيل
فين راسيل (بالإنجليزية: Finn Russell)‏ هو لاعب اتحاد الرغبي بريطاني، ولد في 23 سبتمبر 1992 في إستيرلينغ في المملكة المتحدة.

## وصلات خارجية
- فين راسيل عل موقع إسبنسكروم (الإنجليزية)
- فين راسيل على موقع ItsRugby.co.uk (الإنجليزية)